# Odo (Aquitanien)
Odo oder Otto (frz. Eudes oder Odon, lat. Odonis) (* um 1010; † 10. März 1039) aus der Familie der Ramnulfiden war Herzog von Gascogne ab 1032 und ab 1038 Herzog von Aquitanien und Graf von Poitou. Er war der zweite Sohn des Herzogs Wilhelm V. von Aquitanien und der Prisca von Gascogne, einer Tochter von Wilhelm II. und Schwester von Sancho VI.
Die Chronik von Saint-Maixent und Ademar von Chabannes sind die Hauptquellen für seine Herrschaft. Er machte gemeinsam mit seinen Eltern und seinem Bruder Theobald, der jung starb, vor 1018 Schenkungen an Saint-Cyprien. Er lebte für die Nachfolge seines Onkels in der Gascogne, erhielt sie 1032 aber nur teilweise: Berengar, ein Enkel Sanchos VI., tritt als Graf von Gascogne bis 1036 auf, entweder aus eigenem Recht oder als Odos Regent.
Odo folgte 1038 seinem Halbbruder Wilhelm VI. als Herzog von Aquitanien. Um seine Rechte in Poitou musste er gegen seine Stiefmutter Agnes von Burgund und seinen Halbbruder Wilhelm VII. kämpfen. Er starb in einem Gefecht bei Mauzé bei der Verteidigung seines kürzlich erworbenen Titels. Er wurde in der Abtei Saint-Pierre in Maillezais neben seinem Vater und seinem Bruder beerdigt.